# Louis-Jacques Liandier
Louis-Jacques Liandier est un écrivain et un homme politique français, né le 25 janvier 1943 à Vic-sur-Cère, fils de Pierre Liandier, et de Marguerite Ramain.
Maire de Vic-sur-Cère de 1989 à 2014 et conseiller général du canton de Vic-sur-Cère de 1994 à 2015, il est l'auteur de poèmes, de romans et d'essais.

## Biographie
Après des études de lettres à Clermont-Ferrand et Paris, Louis-Jacques Liandier enseigne d'abord le français au collège à l'institution Saint Eugène à Aurillac puis crée une librairie dans cette ville.
Son roman, Comme un voleur dans la nuit, retient l'attention de François Nourissier et d'Edmonde Charles-Roux et lui vaut en 1990, le Prix du premier roman.
En 1998, il reçoit le Grand prix littéraire du tourisme pour son ouvrage « Cantal ». Il est membre des Amitiés Internationales André Malraux.
Louis-Jacques Liandier est maire de Vic-sur-Cère de 1989 à 2014 et conseiller général du canton de Vic-sur-Cère de 1994 à 2015. Il est président du Syndicat départemental énergies du Cantal depuis 2000.

## Œuvres
Romans
- Comme un voleur dans la nuit, Grasset, 1990
- Gentianes, Feuillets mobiles, 1998
- Les Gens de Bois-sur-Lyre, éditions de Borée, 1998. Réédition : Presses de la Cité, 1999
- Les Racines de l'espérance, Presses de la Cité, 2003
- Le cœur à l’Ouest, éditions Amalthée, 2020

Varia
- Vieilles demeures à Salers, avec Germaine Letellerie-Beurrier, encres de chine, 1977
- Cantal, album et notes sur le Cantal, ses dix-huit vallées, éditions de Borée, 2001. Prix Jean-Cibié, 1997.

## Sources
- Cantal, hautes terres d'Auvergne, collectif, D. Brugès, Éric Iung, encyclopédies Bonneton
- Louis Jacques Liandier, Naissance d'un auteur, mémoire de DEA, université de Clermont-Ferrand